# Easy Mo Bee
Osten Harvey, Jr. (8 de dezembro de 1965), mais conhecido pelo seu nome artístico Easy Mo Bee, é um produtor musical de R&B e hip hop, mais conhecido pelas produções envolvendo artistas da Bad Boy Records em seu primeiros anos, entre eles Big Daddy Kane e The Notorious B.I.G no album Ready to Die.
Ele também produziu duas músicas para 2Pac no álbum Me Against the World.
Também foi o produtor da versão original da música Runnin' From Tha Police de 2pac com The Notorious B.I.G,